# P-47 тандерболт
P-47 тандерболт (или Гром), (енгл. Republic P-47 Thunderbolt), међу пилотима неформално називан „шоља“ (енгл. Jug) је један од најзначајнијих ловачких авиона учесника у Другом светском рату. P-47 је робустан авион с великом аутономијом лета, ефикасан у борбама у ваздушном простору и у дејству по земаљским циљевима. Одиграо је значајну улогу у операцијама пратње и заштите летећих тврђава, у њиховим мисијама на великим растојањима.
У току и по завршетку рата, Тандерболт је био у оперативној употреби и у савезничким ваздухопловствима. После Другог светског рата, уведен је у оперативну употребу у ваздухопловства више земаља Јужне и Средње Америке, Кине, Ирана, Турске, Савеза Совјетских Социјалистичких Република и Југославије.
У Ратном ваздухопловство ФНРЈ, 1952. године, уведен је у оперативну употребу варијанта F-47D. Испоручена су 133 авиона F-47D, у оквиру америчке војне помоћи, после раскида са Совјетским Савезом и Стаљином, након резолуције Информбироа.

У разним варијантама произведено је 15.680 авиона типа Тандерболт. После рата, 1948. године, P-47 је преименован у F-47.

## Захтеви и развој
Између два светска рата, у Америци је била присутна ваздухопловна доктрина по којој су имали предност велики, аутономно штићени авиони-бомбардери велике носивости и великих радијуса дејства, звани летеће тврђаве. При томе је занемарена борба за превласт у ваздушном простору, односно важност ловачке авијације. Последица таквог погрешног прилаза је била да је Америка заостајала у развоју и производњи ловачких авиона, што су при уласку у рат скупо платили, великим губицима.
У оквиру кампање да се надокнади пропуштено у развоју ловачких авиона, у Авио компанији Репаблик је 1939. године пројектован авион AP-4, с мотором P & W R-1830. То је био демонстратор решења за будући амерички ловачки авион. На основу тог решења, произведен је авион P-43 ланчер, у ограниченом броју примерака. Настављен је развој ловачког авиона преко побољшане варијанте авиона Р-44 рокет, са снажнијим мотором, течним хлађењем и наоружањем осам митраљеза M2, калибра 12,7 mm. Овај пројекат је америчко ваздухопловство обележило с XP-47  (означаван је и са P).
Други светски рат је ескалирао у Европи, у коме су немачки ловачки авиони показивали супериорност и општу премоћ у ваздушном простору. Упоређујући се с њима, било је очигледно заостајање америчких пројеката. У бироу Авио-компаније Репаблик на Лонг Ајленду, водећи пројектанти авиона P-47 тандерболт, били су совјетски емигранти, руског и грузијског порекла, Александар Северски и Александар Картвели. Они су, у јуну 1940. године, предложили сасвим нови концепт већег ловачког авиона. Тај пројекат је америчко ваздухопловство у септембру исте године званично обележило ознаком XP-47B.
Ови совјетски емигранти су Америци оформили малу ваздухопловну фирму 1931. године и развили су авион амфибију SEV-3, са занимљивим концепцијским решењима, са мотором недовољне снаге. Произведено је релативно брзо шест примерака, до 1933. године. Наредне године је тај авион модифициран у школски двосед, који је био ризичан за ученике због погона мале снаге и зато није усвојен у оперативну употребу.
Прототип XP-47B је полетао 6. маја 1941. године. У току испитивања, исти је постигао брзину од 663 km/h, на висини лета од 7.864 m. При томе је висину лета од 4.600 m постигао за време од 5 минута. Овај прототип је изгубљен у несрећи, 8. августа 1942. године.
XP-47B је био велики авион у односу на своје савременике. Празан је имао масу од 4.490 kg. Конструктор Квартели је то и подвукао, с коментаром:
| „ | То је диносаурус, али диносаурус са складним пропорцијама | ” |

Први серијски авион P-47B тандерболт је предат на оперативну употребу у марту 1942. године, а у априлу 1943. је извршен и први борбени задатак с тим типом борбеног авиона.

## Опис

### Концепција
Крило, елиптичног је облика, постављено је око средње висине попречног пресека трупа. Ова чињеница и пречник елисе од 3,17 m су одредили релативно дугачке главне ноге стајног трапа. Стајни трап је класични и састоје се од главних ногу и репног точка. Главне ноге се увлаче у смештајни простор у крилу, а репни точак у завршни део трупа.
Мотор P & W R-2800, интегрисан је у чеони простор трупа, елиптичног попречног пресека, који обезбеђује ефикасно ваздушно хлађење 18 цилиндара мотора, распоређених у две радијалне равни (двоструку звезду). На основу стечених искустава с пожарима, на P-47 тај простор је изолован од кабинског дела авиона и пилота против-пожарним зидом.
Попречним пресеком мотора дефинисан је и пресек трупа, који је складно, аеродинамички сведен на нулти завршетак. Постигнуто је квалитетно опструјавање ваздуха око целог трупа, с минималним отпором за задати попречни пресек. Тај облик подсећа на шољу, због чега је и добио такво неформално име. Пошто је труп релативно великог попречног пресека, а кабина је смештена с његове горње стране, испод ње је остао велики слободан простор, у који су смештена два самозаптивајућа резервоара горива, укупне запремине од 1.155 литара.
На првим варијантама P-47 поклопци кабине су били направљени од равних плоча плексигласа, постављених у металне рамове. На каснијим, унапређеним варијантама, уведен је тродимензионално обликовани поклопац, у облику капље. При томе се прешло и на клизни начин његовог отварања (уназад), уместо преклопног начина (у страну). На овај начин се пилоту значајно побољшала прегледност у току лета, односно у току борбе.
Команде лета су класичне, с механичким преносом управљачког сигнала, од пилота до командних површина, помоћу кинематичких полуга.
Издувни гасови су усмерени у две одвојене цеви, којима се спроводе дуж трупа авиона до његовог задњег дела, у циљу покретања гасне турбине.

### Структура
Структура Тандерболта је израђена од метала, највећим делом од дурал-алуминијума. У почетним варијантама Тандерболта, командне површине су биле од металног скелета пресвученог платном. У току касније производње, прешло се на потпуну металну конструкцију свих делова структуре авиона.
Концепција структуре трупа је полумонокок; састоји се од оквира и уздужника, а међусобно су повезани закивцима. На ову конструкцију је причвршћена метална оплата са закивцима. Сви елементи структуре трупа су од дурал-алуминијума. Окови за прихват крила, репова и ногу стајног трапа су од челика.
Главни делови крила су две рамењаче, с којих се преко окова све оптерећење преноси с крила на труп. Три помоћне рамењаче на сваком полукрилу носе окове крилаца, закрилаца и главних ногу стајног трапа. На крајевима рамењача су окови, који се уклапају у склоп с одговарајућим деловима на трупу. Попречно су распоређена ребра, која међусобно повезују рамењаче и профилишу пресеке крила према заданим аеропрофилима. Овако формирана структура је обложена оплатом од дурал-алуминијума. У крилу је обезбеђен смештајни простор за главне ноге стајног трапа и отвори за приступ митраљезима, кутијама за њихову муницију и другој опреми. По истом принципу су формиране и остале узгонске површине: репови, крмила, крилца и закрилца.
Ноге стајног трапа се увлаче и извлаче помоћу хидрауличког система. Ноге се завршавају точковима, чији су наплаци направљени од магнезијума, ливењем под притиском.

### Погон
Погон Тандерболта сачињава мотор P & W R-2800 и четворокрака елиса, Хамилтон. Мотор P & W R-2800 је клипни, са унутрашњим сагоревањем, и један је од најбољих од свих коришћених у току и непосредно после Другог светског рата. Састоји се од 2х9 цилиндара (18), радијално распоређених у две паралелне равни (дупла звезда), нормалне у односу на осу радилице и елисе. Цилиндри се хладе ваздухом који их опструјава. Проток ваздуха око цилиндара се подешава аутоматским померањем жалузина, на основу тренутно измерене температуре. Овај мотор се показао као веома поуздан у свим екстремним условима употребе. Четворокрака Хамилтонова (енгл. Hamilton Standard) елиса, пречника 3,17 m, је с аутоматском регулацијом корака (нападног угла) кракова, по критеријуму константног броја обртаја.
Напајање мотора смешом за сагоревање бензин-ваздух реализује се уз помоћ турбинског компресора, којим се ублажава утицај висине лета на смањење притиска пуњења цилиндара, а на тај начин се одржава снага мотора и повећава плафон лета авиона. Турбину компресора покрећу издувни гасови, вођени двема бочно спроведеним цевима око кабине пилота. За посебне потребе стицања неопходне предности у борби, Тандерболт располаже и воденим форсажем. То је систем којим се, за одређено време, постиже допунска снага. Њиме се Тандерболту обезбеђује енергетска предност над противником. Водени форсаж је примењен на варијанти P-47D. Реализује се водом из резервоара од 114 литара, смештеним на противпожарном зиду. За постизање веће, ванредне снаге мотора и за његову заштиту од детонација издувних гасова, у стублине мотора се убризгава вода. Вода се убризгава кроз електро-механички регулатор (заснован је на употреби мембрана и соленоида). Истовремено се карбураторска мешавина доводи на стање ближе оптималном, тако што се смањује однос бензин-ваздух (осиромашује се смеша). Преко регулатора, покренутог притиском воде, доводи се додатни ваздух, пошто је исти умањен висином лета. На овај начин се тренутно и краткотрајније повећава снага мотора без пораста притиска у разводној цеви за напајање цилиндара. Међутим, значајније и дуготрајније повећање снаге се постиже са порастом притиска у стублинама, услед сагоревања водоника, насталог разлагањем воде. Овај процес временски дуже траје, због чега касни последични прираст снаге мотора. Да би се процес убрзао, паралелно се комбинују ова два поступка. На тај начин се са првим процесом премошћава кашњење у прелазном процесу разлагања воде. На тај начин се обезбеђује брзи пораст снаге мотора у тренутку укључења форсажа, с умањењем утицаја кашњења одговора система.

### Опрема
Тандерболт поседује сву класичну опрему, из периода своје оперативне употребе. У то време је био технолошки врх инструментална табла с класичним инструментима. Витални инструменти, за безбедност лета, су били удвојени. Поседовао је вишеканални, примо-предајни уређај за комуникацију и опрему за класичну навигацију.
Кабина је опремљена с класичним пилотским седиштем, за седећи падобран.
Пилот је обезбеђен с интерним кисеоничким системом, преко маске за дисање, што му је обезбеђивало безбедан лет и вођење борбе, у целој анвелопи лета Тандерболта.
Електро систем је напајан с електричном струјом са стартер-генератора и с батерије (акумулатора). Покретање мотора је са спољњим електро агрегатом, а у посебним случајевима аутономно, помоћу сопствене батерије (акумулатора). Стартер-генератор је уграђен на авионски мотор.
Хидраулички систем је пројектован по МИЛ прописима за борбене авионе, из те категорије (слика доле). Притисак хидро-уља се обезбеђује с пумпом, уграђеном на авионски мотор, а поузданост система је увећана с ручно погоњеном пумпом. Хидро-систем још сачињавају: резервоар за уље, акумулатор, вентили, славине, покретачи ногу стајних органа и закрилаца, селектор за управљање и проводне цеви. Свака нога, стајних органа и свака од површина закрилца има засебне хидро-покретаче. Они раде по принципу заузимања крајњих положаја клипа (увучено-извучено).

### Наоружање
Тандерболт се, за своје време, сматрао одлично наоружаним авионом. Имао је већу ватрену моћ од свих ловаца из тога времена. Његово наоружање се састојало од осам (2х4) митраљеза (калибра 12,7 mm), класична два носача за ношење спољњег терета, укупне масе до 907 kg (предвиђено првенствено за бомбе) и 2х5 шинастих лансера за невођене ракете ваздух-земља од 127 mm, ХВАР (енгл. HVAR). Сваки митраљез је обезбеђен оквиром за 350 метака. Прву генерацију авиона с млазним мотором карактерише баш такво наоружање, пресељено с борбених авиона, с клипно-елисним погоном као што је Тандерболт.
На Тандерболту пилот је заштићен од непријатељске ватре чеоним непробојним стаклом, а са задње стране кабине плочом од челика.

## Варијанте
Тандерболт је развијен и произведен у великом броју варијанти.
|                                                 |
| Измена бочног изгледа трупа у варијантама P-47. |

### XP-47B
XP-47B је прототип, који је полетео 6. маја 1941. године. Произведен је само један овакав примерак. То је био ловац са најјачим мотором изграђен до тог времена, у ваздухопловној историји, био је скоро двоструко веће тежине од својих савременика (празан 3.540 kg). Овај прототип је уништен у несрећи 8. августа 1942. године.

### P-47B
P-47B је прва верзија серијског стандарда P-47. Америчко министарство је наручило 171 примерак авиона, у овом стандарду.
Прва испорука војсци авиона P-47B (41-5895), извршена је 21. децембра 1941. године. Наредна четири P-47B из производње (41-5896 / 5899) су испоручени средином марта 1942. године, само осам месеци након што је прототип XP-47B полетео. Ови авиони су коришћени за детаљно испитивање, по програмима разних агенција.
Због показаних, одређених недостатака, ови авиони су преусмерени за обуку пилота. Фабрички пробни пилот је погинуо, приликом испитивања у лету једног примерка из почетне серијске производње (41-5899). Овај авион се срушио 26. марта 1942. године, приликом чега је погинуо фабрички пробни пилот Џорџ Буррел (енгл. George Burrrell). Испитивањем катастрофе је доказано да се део структуре репа распао у лету. Због тога је у лети успостављено ограничење за P-47B. Појавили су се и други недостаци у овом пројекту, што је одложило серијску производњу.
Тандерболт у овој варијанти је наоружан са 2х4 митраљеза од 12,7 mm, сваки с оквиром за 350 метака. Први авион пробне партије је испоручен у децембру 1941, а други у марту 1942. године. Први серијски авион којим је потпуно стандардизована производња је завршена у мају 1942. године. Овај стандард је надограђен са клизним поклопцем кабине, турбо компресором за мотор P & W R-2800 и регулацијом корака кракова елисе.

### P-47C
P-47C је настао модификацијама и надоградњом стандарда P-47B. Структура командних површина је појачана, ажуриран је турбо компресор мотора и уграђена је кратка вертикална радио антена. Укупно је произведено 602 примерака авиона, у овом стандарду. У овој варијанти, први авион је испоручен Америчком ваздухопловству у септембру 1942. године.
Након производње прве серијске партије, од 57 примерака авиона P-47C, уведена је производња стандарда P-47C-1, у којој је за 200 mm продужен труп у секцији кабине. Ова реконструкција је изведена због оптимизације положаја тежишта авиона. Изведене су и друге мање измене, као што су побољшања на хладњаку уља, на кочионом систему стајног трапа и на електросистему.
Следећа серијска партија је била од 55 примерака авиона истог стандарда, након чега је следила производна партија истог стандарда у броју од 128, једина разлика је што је на доњем делу трупа додат носач спољњег терета, за поткачињање бомби од 225 kg, или резервоара горива, запремине од 758 литара.
Највећа је надоградња је била у стандарду P-47C-5, који карактерише радио антена типа мач и нови мотор P & W R-2800-59, од 1.700 kW.

### XP-47E
XP-47E је експериментална варијанта за развој интеграције мотора P & W R-2800-59, херметизације кабине и нове Хамилтонове елисе. Последњи примерак из серије P-47B (41-6065), у септембру 1942. године, модифициран је у току производње у стандард XP-47E са кабином под притиском и коленастом надстрешницом. Међутим, већи нагласак на операцијама на мањим висинама лета широм Европе довело је до отказивања плана за увођење овог стандарда Тандерболта, са кабином под притиском, у производњу.

### XP-47F
XP-47F је такође експериментална варијанта, на којој је истраживано побољшање ламинарног слоја опструјавања крила, у жељи за побољшањем летних перформанси авиона. Ова истраживања нису дала жељене резултате. Коришћен је P-47B (серијски број 41-5938), за испитивање новог крила веће површине са аеропрофилима ламинарног опструјавања. Летео је по први пут 17. септембра, 1942. године. Није усвојен за серијску производњу.

### P-47D
P-47D је, у почетку био исти као и P-47C, с тим што је он произвођен у новој фабрици у Евансвилу, Индијана, због потребе увећања производних капацитета, условљено захтевом за значајно убрзање динамике производње, због тока рата. Ситуација на ратишту је тражила велики број борбених авиона, што је условило масовну производњу Тандерболта. Чињеница колика је количини авиона P-47D произведена, у обе фабрике заједно произвођено 40 серијских партија (лотова). У свакој производној партији су увођене измене и допуне решења. Значајније су биле новине у домену погона (водени форсаж), наоружања, опреме и заштите пилота. У серијској партији P-47D-25 је уведен капљаст поклопац кабине и повећана је унутрашња количина горива на 1.402 литара. Пилоти су увођење капљастог поклопца кабине оценили као значајно побољшање.
Укупно је произведено 12.602 авиона P-47D.
|                                                                                       |                                      |
| Југословенски F-47D, у Музеју ваздухопловства, на аеродрому Никола Тесла, у Београду. | Савезнички F-47D, експонат у музеју. |

### P-47G
Компанија Кертис-враит, добила је уговор у јануару 1942. године, за почетак производње P-47D тандерболта, по лиценци у својој фабрици. Авиони из те производње су означени са P-47G. У серијској производњи P-47G сви материјали су били другачије обележени, због жељеног раздвајања од осталих варијанти, а не због суштинске разлике у решењима. Постојала је жеља да се у овој варијанти пробају другачије варијације у односу на оригиналну варијанту „D“. Челни, први авион P-47G је био идентичан са P-47C, који је испоручен у децембру 1942. године, а наредни P-47G-1 је био идентичан са P-47C-1. Први 20 примерака P-47G произведени у компанији Кертис-враит (P-47G-CU), били су доста слични варијанти P-47C. Авиони P-47G из наредних партија, до марта 1944. године, били су упоредиви са P-47D. Тада је и завршена производња у тој фабрици.
Под ознаком P-47G, произведено је 354 примерка авиона.

### XP-47K
На крају серијске производње пете партије варијанте „D“, на последњем примерку авиона P-47D-5 (серијски број 42-8702), уведена је измена на поклопцу кабине, у циљу боље прегледности пилота. Тај авион је обележен с XP-47K, а та модификација је изведена по британском предлогу, а испитан је у јулу 1943. године. Модификација се показала изводљивом и корисном и уведена је у серију, са ознаком партија производње P-47D-25-RE и P-47D-26-RA.

### XP-47L
Побољшања на серијском авиону P-47D-30 № 42-76614, прототипски су демонстрирана изменама на авиону обележеном са XP-47L. Ове модификације у себи садрже измене поклопца кабине и капацитета унутрашњих резервоара горива за 1.400 литара и побољшан систем за хлађење мотора.

### XP-47H
Тандерболтом је постигнут врхунац у овој категорији и концепцији авиона, али рат је захтевао сталну потребу за даљим унапређењем и стварањем предности, у односу на противника. У том настојању је развијена варијанта авиона XP-47H 1943. године, на два серијска P-47D-15-RE (№ 42-23297 / 23298), с линијским мотором Крајслер XIV-2220-1 са шеснаест цилиндара снаге од 2.300 кs, воденим хлађењем. У пракси се показало да то није одговарајуће решење, иако је пројекат почео у августу 1943. године, два P-47D-15-RE заправо нису завршена ни до 1945. Испитивање у лету је почело 26. јула 1945. године. Авион XP-47H заправо је постигао мању брзину од стандардног P-47D. У сваком случају, мотор Крајслер XIV-2220 се никада није серијски производио, а и цео тај пројекат је изгубило смисао увођењем млазних мотора.

### XP-47J
XP-47J је експериментални авион, предложен у новембру 1942. године, а развијен и произведен 1943. од постојећег P-47D № 43-46952. На њему су интегрисани и испитани, нови турбо-компресор, воденог форсаж, вентилатор у систему ваздушног хлађења, примењени на мотору P & W R--2800-57(C) (2.090 kw), редукције наоружања на 2х3 митраљеза и олакшања структуре крила.
Са овим авионом XP-47J је постигнута рекордна брзина у хоризонталном лету, за авионе с клипним мотором, од 813 km/h, у августу 1944. године. Овај најбржи авион, с клипним мотором, ипак није имао перспективу, пошто се појавио у ери развоја авиона с млазним моторима.

### P-47M
P-47M је конзервативни прилаз унапређења Тандерболта. Четири серијска P-47D-27-RE (№ 42-27385 / 27388), модификована су у варијанту P-47M. У томе програму није успешно интегрисан мотор P & W R-2800-57 и нови турбо-компресор. Постигнута је максимална брзина у хоризонталном лету, од 761 km/h.
Произведено је укупно 130 примерака авиона P-47M, а исти су стигли у Европу тек почетком 1945. године. Када су учени недостаци те варијанте отклоњени, рат се већ завршио у Европи. P-47M је био намењен да се својом повећаном брзином супротстави немачким летећим бомбама и новим авионима са млазним моторима, чији је развој био при крају.

### P-47N
P-47N је последња варијанта, пропраћена серијском производњом, из ове породице авиона. Овај стандард Тандерболта је био намењен за праћење супер-бомбардера B-29 (летећих тврђава), у мисијама с великим летним радијусима и на великим висинама, до удаљених јапанских острва, преко Пацифика.
Повећање горива у унутрашњости авиона једино је било могуће извести у крилу. За такво решење је репројектовано крило и у њега су уграђени резервоари запремине од 190 литара.
Један од P-47М је опремљен новим крилом и унутрашњим резервоарима, у септембру 1944. године. Репројекат се показао као успешан, повећан је тактички радијус лета на око 3.200 km, а трајање лета (аутономија лета), било је око 12,5 часова. На њему је био уграђен и писоар за пилота.
P-47N је ушао у масовну производњу с мотором P & W R-2800-77 и с новим турбо-компресором и другим, мањим изменама. Укупно је произведено 1.816 примерака ових авиона. Задња производња, у партији P-47N-25, реализована је у октобру 1944. године.
Ова варијанта авиона се користила, поред главне намене праћења летећих тврђава, и као ловац-бомбардер на европском ратишту.

### XP-72 супер тандерболт
XP-72 супер тандерболт је последња концепција из развоја ове велике фамилије авиона, којом су се тежиле постићи гранично могуће перформансе, с клипно-елисним погоном. Ову концепцију карактерише радијални мотор са 28 цилиндара, с ваздушним хлађењем. Цилиндри мотора су распоређени у четири радијалне равни (4х7), са укупном снагом од 2.575 kW. Змај авиона је задржан од класичне варијанте Тандерболта, а једино је предњи, моторски део, продужен и подешен према новом мотору. XP-72 је наоружан са шест митраљеза (2х3), а спољњи терет је могао носити испод крила, масе до 2х450 kg.
Уговор за развој овог авиона је потписан у јуну 1943. године, а први прототип је полетео 2. фебруара 1944. Други прототип, са шестокраком елисом, полетео је у јулу 1944. године. Овај други прототип је изгубљен у раној фази испитивања у лету, а показао се као веома импресиван, посебно у перформансама успона.
Америчко министарство војске је било наручило производњу 100 оваквих авиона. Уговор је убрзо отказан, пошто се схватило да је развој авиона с клипно-елисним погоном дошао до крајњих граница летних перформанси. Сасвим је било јасно да је даља перспектива за борбене авионе била у погону с млазним мотором. На овај начин је завршен развој и производња овог масовног и прослављеног авиона из Другог светског рата.

## Производња
Производња Тандерболта је била масовна, у две одвојене фабрике, на две локације. Стара фабрика на Лонг Ајленду није могла да задовољи захтевану динамику и количину производње, условљену текућим ратом. Изграђена је нова фабрика у Евансвилу, у Индијани. У обема фабрикама је паралелно лансирана производња по партијама (лотовима). Свака партија авиона се производила по дефинисаној документацији, без измена. Измене у документацију су се уносиле за следећу партију производње. Укупна производња од 15.680 авиона је лансирана у више од 40 партија. Од тога се изузимају прототипи који су реализовани кроз процедуру развоја и с другим стандардом документације.
Сматра се да су појединачни трошкови тадашње производње Тандерболта износили 83.000 америчких долара.

## Карактеристике
У наредној табели су упоредно приказане карактеристике почетне варијанте P-43A ланчер, постигнутих резултата авионом P-47D-25 (25. партија производње), који је произведен у рекордном броју примерака и за развојну варијанту с граничним могућностима с клипним мотором, XP-72- супер тандерболт.

## Оперативна и борбена употреба
Оперативна употреба P-47 (F-47), исказана кроз статистику америчке војске, за период од марта 1943. до августа 1945. године, је у мега-цифрама:
- Летење
  - 545.575 летова, мисија
  - 1.352.810 часова лета
- Потрошено
  - 773.025.120 литара горива
  - 134.899.415 метака, калибра од 12,7 mm
  - 59.657 невођених ракета ваздух-земља
- Уништено и онеспособљено
  - 7.000 авиона (3 552 у ваздуху)
  - 9.000 локомотива
  - 60.000 вагона
  - 86.000 камиона
  - 6.000 оклопних возила и тенкова

Тандерболт је најзначајнији ловац-бомбардер који је учествовао у Другом светском рату. Рекордер је по величини, маси, робусности, ватреној моћи, аутономији лета (дужини времена остајања у ваздуху) и у максималној брзини у хоризонталном лету. Он је највећи ловачки авион, с клипно-елисном погонском групом, у целој ваздухопловној историји. Користио се и као ловац-бомбардер и пратилац других борбених авиона на дуготрајним летовима на великим висинама. Његова чврста конструкција и радијални мотор (двострука звезда) с ваздушним хлађењем, обезбедили су му велику толеранцију на екстремне услове коришћења и оштећења у борби. Током Другог светског рата, P-47 је учествовао у готово свим активним ратним подручјима, у ваздухопловствима више савезничких земаља.
Тандерболти су имали ватрено крштење 10. марта 1943. године изнад француске.
Први сукоб у ваздушном простору немачким авионима десио се 15. априла 1943. године, када је пилот Дон Блакесли Тандерболтом оборио први непријатељски авион Fw-190. У току целог рата су остали рекордери, у победама Тандерболтом у ваздушним борбама, пилоти: Френсис „Габи“ Габрески, са 28 победа, и Роберт С. Џонсон, са 27 победа.
Прва мисија праћења B-17 је била на почетку бомбардовања Немачке, 17. августа 1943. године. Мисије праћења бомбардера су се наставиле из база у Италији, а у нападима на јапанска острва из Аустралије.
У тренутку отпочињања оружаног сукоба у Кореји, 25. јуна 1950. године, Тандерболт је био у наоружању америчког ваздухопловства, али није коришћен за интервенцију, већ је уместо њега коришћен  Мустанг. Тандерболт није коришћен иако је био далеко ефикаснији и отпорнији од  Мустанга, поготову за такву врсту ратовања. За то је било више разлога, а међу њима се спомињу буџетска ограничења, недостатак резервних делова, кампања за убрзани прелазак на борбене авионе с млазним мотором итд.
Амерички ваздухопловни оперативци и пилоти су поново жалили за Тандерболтом у Вијетнамском рату (1959—1975), из оправданих разлога. Прво, рат је имао герилско обележје по прашумама и мочварном терену, с мањим групацијама снага. Друго, с тадашњим основним борбеним авионом Фантомом је направљена концепцијска грешка што није био наоружан сталним ватреним оружјем. Озбиљно је било постављено питање повратка Тандерболта у оперативну употребу, који би био веома ефикасан у тим условима ратовања. Коначно се закључило да за то не постоје реални услови.

## Корисници[12][13]
| - Боливија, после рата - Бразил, Прва бразилска борбена група, 1944—1954 - Народна Република Кина - Колумбија, после рата - Чиле, после рата - Куба, после рата - Доминиканска Република, после рата - Еквадор, после рата - Салвадор - Француска - Хондурас, после рата - Иран, после рата | - Италија, после рата - Мексико - Никарагва, после рата - Перу, 56 авиона од јула 1947. до јуна 1966. године - Филипини - Порторико, после рата - СССР - Турска, после рата, 1948 - Уједињено Краљевство - Венецуела - Југославија, 133 авиона F-47D, после рата, од 1952. до 1961. године у употреби. |